# Giovanni Paolo Nazari
 (janvier 2024).
Giovanni Paolo Nazari, lat. Nazarius, est un théologien dominicain et diplomate italien, né en décembre 1556 à Crémone et mort le 14 février 1641 à Bologne.

## Biographie
Après avoir prêché en divers lieux d'Italie, Nazari est chargé en 1592 par Clément VIII d'accompagner son nonce en Bohême et de le seconder dans ses tentatives pour ramener au catholicisme les hussites et les calvinistes de ce pays. Il séjourne à ce titre pendant trois ans à Prague. De retour en Italie en 1595, il joint à son enseigne activité de prédicateur un professorat de théologie au couvent dominicain de Milan. Rompu à l'art de la controverse, il est à nouveau envoyé en mission par le Saint-Siège, à Piuro dans les Grisons cette fois-ci, pour une controverse avec le calviniste Thomas Casseli, sur le sacrifice de la messe, dont l'enjeu est le choix de la religion par les habitants de ce bourg. Plus tard, en 1620-1621, il est ambassadeur du duché de Milan auprès du roi d'Espagne Philippe III, et à son retour, il se rend dans le midi de la France et laisse un témoignage intéressant sur l'état religieux et moral de cette région. De retour en Italie, il poursuit son œuvre de théologien jusqu'à son très grand âge, période durant laquelle il compose surtout d'importants ouvrages théologiques.

## Œuvres
- Imperialis regalisque maiestatis regimen, Prague, 1593 ;
- Apologia in risposta a Giovanni Martio, Como, Hieronimus Froua, 1597 ;
- Commentaria et controversiae in primam partem Summae D. Thomae Aquinatis, Venetiis, apud Georgium Variscum, 1610 ;
- Commentaria et controversiae in tertiam partem Summae D. Thomae Aquinatis, 3 vols, Bononiae, 1625 ; 1627 ; Coloniae, 1630 ;
- Opuscula varia theologica, Bononiae, 1630 ;
- Tractatus de sanctorum patrum et doctorum ecclesiae authoritate, Bononiae, 1631-1632.